# Lista de episódios de Naruto (6.ª temporada)
Esta é uma lista de episódios da sexta temporada de Naruto. Foi exibida em 2005, compreende do episódio 129 ao 153.
| # | Título | Estreia   | Estreia |
| --- | --- | --------- | ------- |
| 129 | "Irmãos: Distanciamento Entre os Uchiha" "兄と弟 遠すぎる存在 Itachi to Sasuke Tōsugiru Sonzai"                                                                    | 6/4/2005  | 2010    |
| Memórias de Sasuke e Itachi no passado entre a luta de Sasuke e Naruto. | |           |         |
| 130 | "Pai e Filho, o Emblema partido" "父と子 ひび割れた家紋 Chichi to ko Hibiwareta Kamon"                                                                             | 13/4/2005 | 2010    |
| Memórias de Sasuke quanto ao seu passado. Lembrança de quando Itachi foi acusado da morte de Shusui, supostamente suicida, e de quando ele criou um clima tenso com os familiares. | |           |         |
| 131 | "Os Segredos do Mangekyo Sharingan" "開眼 万華鏡写輪眼の秘密 Kaigan Mangekyō Sharingan no Himitsu"                                                                 | 20/4/2005 | 2010    |
| Naruto e Sasuke lutam. Sasuke pensa a respeito da condição para obter o Mangekyou Sharingan, e decide que não quer dar a seu irmão o gosto de obter poderes do mesmo modo que ele, e se tornaria mais forte do seu jeito. | |           |         |
| 132 | "Por Um Amigo" "親友よ! Tomo Yo!" | 27/4/2005 | 2010    |
| Naruto e Sasuke lutam. Aparecem memórias de Sasuke e pensamentos de Naruto. | |           |         |
| 133 | "Apelo de um Amigo" "涙の咆哮!オマエはオレの友達だ Namida no Hōkō! Omae wa Ore no Tomodachi da"                                                                    | 4/5/2005  | 2010    |
| Naruto golpeia Sasuke várias vezes.O Sharingan de Sasuke se completa.Naruto não consegue golpear Sasuke.Naruto liberta a Kyuubi e ganha uma cauda.Sasuke começa a perder novamente e então decidi ir até o nível 2 do selo amaldiçoado. | |           |         |
| 134 | "O Fim das Lágrimas" "涙雨の結末 Namida Ame no Ketsumatsu" | 11/5/2005 | 2010    |
| Naruto e Sasuke colidem com o rasengan e o chidori,e,no meio do impacto uma bola roxa cobre os dois.No meio daquilo,Sasuke atingi o peito de Naruto e este faz apenas um risco em sua bandana.Os dois voltam ao normal e Sasuke vai embora deixando Naruto inconsciente e junto com a sua bandana riscada. Kakashi encontra Naruto e o leva de volta a Konoha para tratamento médico. Depois de Kakashi ter voltado pra Konoha com Naruto, Zetsu aparece se materializando no chão dizendo: As coisas deram uma virada de repente. | |           |         |
| 135 | "A Promessa que Não Pode Ser Cumprida" "守れなかった約束 Mamorenakatta Yakusoku"                                                                                   | 18/5/2005 | 2010    |
| (Semi-Filler)Shikamaru se culpa por ter colocado todo o time de sua primeira missão em perigo, Temari e Shikaku dão-lhe um chá de moral. Tsunade e Shizune informam que Chouji e Neji estão fora da situação de risco. Kiba fica preocupado com Akamaru, mas sua irmã e veterinária informa que tudo vai ficar bem com o cãozinho. Naruto não conseguiu cumprir a promessa a Sakura de trazer Sasuke de volta. Sakura se culpa por ter sido tão inútil durante aquele tempo todo e decide sair sozinha à procura de Sasuke. Naruto a encontra na saída de Konoha e diz que pretende seguir com ela. Jiraya aparece dizendo que se eles saíssem da vila sem permissão seriam considerados nukenins, e poderiam ser perseguidos. Jiraya designa a eles a missão de investigar a Vila do Som, no País do Arrozal, com a liderança dele, sob ordens de Tsunade. | |           |         |
| 136 | "Disfarce Total!? Uma Super Missão Nível S!" "潜入捜査!? 遂にきたきた超S級任務 Sennyū Sōsa!? Tsui ni Kitakita Chō-S-Kyū Ninmu"                                     | 25/5/2005 | 2010    |
| (Filler) Jiraya consegue arranjar confusão com os seguranças de um bar em uma cidade-fantasma, e eles tem que fugir, evitando demonstrar que sabem ninjutsu para não chamar a atenção para sua presença no local, que seria considerada estranha. | |           |         |
| 137 | "Uma Cidade de Bandidos! A Sombra do Clã Fuuma" "無法者の街 ふうま一族の影 Muhōsha no Gai Fūma Ichizoku no Kage"                                                   | 1/6/2005  | 2010    |
| (Filler) Jiraya busca informações em um bar e é enganado por uma meretriz, sendo encurralado por bandidos ex-shinobis do clã Fuuma, que o reconhecem como sendo o Sannin Lendário de Konoha e falam o que sabem sobre a vila do som para ele. Naruto e Sakura salvam uma criança ninja que estava sendo perseguida por ninjas da vila do som, e descobrem que ela é Fuuma Sasame, integrante de um clã shinobi. Sasame conta a eles sobre o surgimento de Orochimaru e o fato de ele ter levado com ele Arashi, seu primo e esperança do clã Fuuma, e que ele não mais enviou informações depois de partir. Os ninjas do Som começam um ataque à casa em que Naruto e os outros estavam. Sakura fica ao lado de Sasame e Naruto começa a lutar com os inimigos. | |           |         |
| 138 | "Traição Inocente, e um Apelo Fugaz!" "清き裏切り はかなき願い Kiyoki Uragiri Hakanaki Negai"                                                                      | 8/6/2005  | 2010    |
| (Filler) Jiraya surge para ajudar Naruto em um momento crítico contra um usuário de Doton que possui uma técnica similar à de Gaara, Naruto consegue acertá-lo com um Rasengan. Os ninjas inimigos fogem da luta percebendo a desvantagem. Sasame guia o grupo de Jiraya até próximo do esconderijo de Orochimaru, mas Jiraya decide parar para comerem, já que as coisas ficariam perigosas depois, e Sasame usa um remédio no chá que prepara para eles deixando o grupo inconsciente. Os subordinados de Orochimaru são revelados como parte do Clã Fuuma que quer ser aceito por Orochimaru. Naruto enganou os atacantes com Kage Bunshins transformados, e o grupo conseguiu uma chance de contra-atacar os ninjas de Orochimaru, Kagerou usa uma técnica que pode matá-la e consegue fugir com seus companheiros, porém, Jiraya impede que o jutsu atinja-o e a Naruto. Apesar de clamarem pela vida de Kagerou, os outros do trio são mortos por Orochimaru. | |           |         |
| 139 | "Puro Terror! A Casa de Orochimaru" "恐怖!大蛇丸の館 Kyōfu! Orochimaru no Tachi"                                                                                   | 15/6/2005 | 2010    |
| (Filler) Jiraya conta como descobriu que Sasame os havia os traído.Sasame pede desculpas. Naruto,Sakura e Jiraya chegam ao esconderijo de Orochimaru. Eles decidem enviar um sapo primeiro para averiguar o local.Depois de levar os ninjas para o esconderijo de Orochimaru Sasame finge voltar, mais ela fica escondida ali por perto.O Sapo guia Jiraya e os outros e eles chegam a uma bifurcação.Naruto e Sakura vão pelo meio, Jiraya pela direita, e o sapo pela esquerda.Jiraya encontra uma mulher muito suspeita.Ela envolve ele e começa a ataca-lo.Naruto e Sakura são perseguidos por Shuriquens.. Naruto desvia salva Sakura e cai em um buraco cheio de espinhos. A pedido de Naruto Sakura continua andando.O sapo salva naruto.Eles caem em um buraco cheio de água e começam a se afogar.Uma porta se abre para Sakura.Lá ela encontra Kabuto e eles começam a lutar.Eis então que surge Orochimaru. | |           |         |
| 140 | "Duas Batidas do Coração: A Armadilha de Kabuto" "二つの鼓動 カブトの罠 Futatsu no Kodō Kabuto no Wana"                                                            | 22/6/2005 | 2010    |
| (Filler) Orochimaru ordena que Kabuto mate Sakura. Sakura pergunta por Sasuke. Orochimaru vai embora.Kabuto explica a Sakura que ele chegou tarde demais, ele blefa, fala que Sasuke morreu. Sakura fica em estado de choque.Kabuto lança uma Kunai na direção de Sakura. Quando ia acertá-la, chega Naruto e a salva. Ele começa a lutar contra Kabuto. Naruto explica como escapou do buraco de água. Kabuto envolve Naruto com linhas de Chacra. Sasame chega e corta a linha, salvando Naruto. Sasame revela que ajudou Naruto e o sapo a sair do buraco de Àgua. É revelado que quem eles derrotaram não foi Kabuto mas sim Kageru. Ele fala que Arashi está morto que ele é o novo corpo de Orochimaru. Kageru morre. Naruto, Sakura e Sasame derrubam uma porta e de lá sai Orochimaru. Ele revela que é Arashi. Ele se prepara para atacar Sasame e os outros. | |           |         |
| 141 | "A Determinação de Sakura!" "サクラの決意 Sakura no Ketsui" | 29/6/2005 | 2010    |
| (Semi-Filler) No esconderijo de Orochimaru Naruto luta com Arashi que está fundido com os dois que Orochimaru matara anteriormente. Sakura desacorda Sasame. Sakura chora ao ser protegida por Naruto e se considerar um fardo a ser carregado. Naruto é atingido por um jutsu que o prende, Sasame reconhece o jutsu como uma técnica secreta do clã Fuuma. Sasame tenta atingir Arashi e ele retoma a consciência, pedindo que ela o mate, porém ao perder novamente a consciência a ataca. Sakura defende Sasame. Naruto se liberta do jutsu de Arashi, e ele é atingido por escombros, se livrando dos corpos anexados a ele e tornando a ser quem era. Jiraya chega ao local com um grande sapo. Arashi informa Naruto de que Sasuke está vivo e se tornará o recipiente de Orochimaru dentro de três anos. Jiraya tira Naruto, Sakura e Sasame do local antes que tudo desmorone. Jiraya e os outros se despedem do Clã Fuuma e desejam que eles restaurem o seu poder livres de Orochimaru. Shikamaru conversa com Tsunade. Sakura diz a Naruto no hospital de Konoha que não será mais um fardo. Sakura pede a Tsunade para ser sua discípula e é aceita. | |           |         |
| 142 | "Os Três Vilões da Prisão de Segurança Máxima" "厳戒施設の三悪人 Genkai Shisetsu no San Akunin"                                                                    | 6/7/2005  | 2010    |
| (Filler) | |           |         |
| 143 | "Ton Ton! Eu Estou Contando com Você!" "走れトントン!お前の鼻が頼りだってばよ Hashire Tonton! Omae no Hana ga Tayori Dattebayo"                                    | 13/7/2005 | 2010    |
| (Filler) | |           |         |
| 144 | "Uma Nova Equipe! Duas Pessoas e Um Cachorro?" "新生三人一組 二人と一匹! Shin'sei Surīman Seru Futari to Ippiki"                                                   | 20/7/2005 | 2010    |
| (Filler) | |           |         |
| 145 | "Uma Nova Formação: Ino-Shika-Cho!" "炸裂!ニューフォーメーションいのシカチョウ Sakuretsu! Nyū Fōmēshon InoShikaChō"                                                | 27/7/2005 | 2010    |
| (Filler) | |           |         |
| 146 | "A Sombra de Orochimaru" "残された野望 大蛇丸の影 Nokosareta Yabō Orochimaru no Kage"                                                                              | 10/8/2005 | 2010    |
| (Filler) | |           |         |
| 147 | "Um Confronto do Destino: Você Não Pode me Vencer!" "因縁の対決!オマエにオレは倒せねえ Innen no taiketsu! Omae ni Ore wa Taosenee"                                 | 17/8/2005 | 2010    |
| (Filler) | |           |         |
| 148 | "A Busca Pelo Raro Besouro Bikochu" "超追尾力に赤丸も嫉妬!幻の微香虫を探せ Chō-Tsuibiryoku ni Akamaru mo Shitto! Maboroshi no Bikōchū o Sagase"                    | 17/8/2005 | 2010    |
| (Filler) | |           |         |
| 149 | "Qual a Diferença? Todos os Insetos Não São Parecidos?" "どこが違うのさ!? 虫って同じに見えないか Doko ga Chigau no Sa!? Mushi tte Onaji Mienai ka"                 | 24/8/2005 | 2010    |
| (Filler) | |           |         |
| 150 | "Uma Batalha de Insetos! Engane e Será Enganado!" "だまして化かしてだまされて! 壮絶ムシムシ大バトル Damashite Bakashite Damasarete! Sōzetsu Mushimushi dai Batoru" | 31/8/2005 | 2010    |
| (Filler) | |           |         |
| 151 | "Queime Byakugan ! Esse é o Meu Jeito Ninja de Ser!" "燃えよ白眼! これが私の忍道よ Moe yo Byakugan! Kore ga Watashi no Nindō yo"                                   | 4/9/2005  | 2010    |
| (Filler) | |           |         |
| 152 | "Marcha Fúnebre Para os Vivos!" "生あるものへの葬送曲 Sei aru Mono e no Sōsōkyoku"                                                                                 | 21/9/2005 | 2010    |
| (Filler) | |           |         |
| 153 | "Uma Lição Aprendida! O Punho de Ferro do Amor!" "心に届け!愛の鉄拳 Kokoro no Todoke! Ai no Tekken"                                                                | 28/9/2005 | 2010    |
| (Filler) | |           |         |